# Pontiac Quality 115
Pontiac Quality 115 (также Quality Six) Serie 25 — автомобиль среднего класса, выпускавшийся подразделением General Motors Pontiac в 1939 году. Это была первая среднеразмерная модель, выпущенная после 3-летнего перерыва, во время которого выпускалась только полноразмерная модель Deluxe. До этого компания уже выпускала автомобили среднего класса.
В 1939 году Quality 115 выпускался параллельно с моделью Deluxe и предлагался в кузовах 2- и 4-дверный седан, 2-дверное купе и 5-дверный универсал, предложенный компанией впервые. Автомобиль был уменьшенной копией Deluxe и имел тот же шестицилиндровый мотор, однако имел не типичный для Pontiac тех годов дизайн решётки радиатора «Silver Streak», а 4-секционую решётку с тремя вертикальными линиями посередине капота.
Рядный шестицилиндровый мотор с боковым расположением клапанов объёмом 3,65 литра выдавал 85 лошадиных сил. Как и прежние автомобили компании, имелось однодисковое сухое сцепление 3-ступенчатой, полностью синхронизированной механической коробки передач, однако теперь селектор переключение располагался под рулём для более комфортного расположения водителя и переднего пассажира. Тормоза были на всех четырёх стальных колёсах (до этого колёса были спицевыми), карданный вал располагался позади задней оси. Quality 115 также получил независимую переднюю подвеску.
На следующий год Quality 115 заменили на модель Special. Всего было продано 55 736 экземпляров.